# Stenasilus varipes
Stenasilus varipes là một loài ruồi trong họ Asilidae. Stenasilus varipes được Schiner miêu tả năm 1867. Loài này phân bố ở vùng Tân nhiệt đới.